# Сморжевський Валентин Йосипович
Валенти́н Йо́сипович Сморже́вський (20 вересня 1949, Кам'янець-Подільський Хмельницької області) — доктор медичних наук, професор, хірург вищої кваліфікаційної категорії, лауреат Державної премії України в галузі науки та техніки.
Заслужений лікар України (2020).

## Біографія
Закінчив Довжоцьку середню школу із золотою медаллю (у селі Довжок Кам'янець-Подільського району). 1968 року вступив на лікувальний факультет Київського медичного інституту.
По закінченні інституту продовжив навчання в інтернатурі на базі Броварської центральної районної лікарні під керівництвом Ю. П. Корсакова. Від вересня 1975 року до вересня 1998 року — молодший, старший науковий співробітник Київського науково-дослідного інституту клінічної та експериментальної хірургії Міністерства охорони здоров'я України. Від 1988 року працює в Національній медичній академії післядипломної освіти імені П. Л. Шупика МОЗ України на посадах асистента (1988–1998), доцента (1998–2006), а від 2006 року — професора кафедри хірургії та трансплантології.
2000 року разом з іншими науковцями відзначений Державною премією України в галузі науки та техніки за цикл праць «Тромбоемболія гілок легеневої артерії та постемболічна легенева гіпертензія: діагностика, лікування та профілактика».
2002 року захистив докторську дисертацію «Хірургічне лікування поєднаних атеросклеротичних оклюзій магістральних артерій нижніх кінцівок та серця».